# М90 Стршљен
М90 Стршљен је ручни бацач ракета намењен уништавању оклопних возила, заклона и непријатељске живе силе. Производња је почела 2002 године. Израђен је од композитних материјала и ојачане пластике и намењен за једнократну употребу. Како је стандардни против-оклопни лансер М80 Зоља, сличне функције али недовољних капацитета у условима модерног ратовања, М90 са релативно малом масом (13 kg) и великом пробојношћу (800 mm) представља одговор конструктора на појачану заштиту и јачину оклопа савремених оклопних возила.

## Бојно деловање
Стршљен је употребљен у грађанском рату у Сирији. 